# Rougemontiers
Rougemontiers és un municipi francès situat al departament de l'Eure i a la regió de Normandia. L'any 2007 tenia 850 habitants.

## Demografia

### Població
El 2007 la població de fet de Rougemontiers era de 850 persones. Hi havia 314 famílies de les quals 59 eren unipersonals (24 homes vivint sols i 35 dones vivint soles), 106 parelles sense fills, 137 parelles amb fills i 12 famílies monoparentals amb fills.
La població ha evolucionat segons el següent gràfic:
Habitants censats

### Habitatges
El 2007 hi havia 341 habitatges, 325 eren l'habitatge principal de la família, 5 eren segones residències i 11 estaven desocupats. 332 eren cases i 1 era un apartament. Dels 325 habitatges principals, 268 estaven ocupats pels seus propietaris, 46 estaven llogats i ocupats pels llogaters i 11 estaven cedits a títol gratuït; 2 tenien una cambra, 6 en tenien dues, 39 en tenien tres, 109 en tenien quatre i 169 en tenien cinc o més. 266 habitatges disposaven pel capbaix d'una plaça de pàrquing. A 132 habitatges hi havia un automòbil i a 178 n'hi havia dos o més.

### Piràmide de població
La piràmide de població per edats i sexe el 2009 era:
| Homes | Edats   | Dones |
| ----- | ------- | ----- |
| 0     | 95 o +  | 0     |
| 4     | 90 a 94 | 0     |
| 4     | 85 a 89 | 0     |
| 8     | 80 a 84 | 8     |
| 8     | 75 a 79 | 20    |
| 4     | 70 a 74 | 20    |
| 16    | 65 a 69 | 8     |
| 28    | 60 a 64 | 16    |
| 4     | 55 a 59 | 28    |
| 32    | 50 a 54 | 28    |
| 48    | 45 a 49 | 24    |
| 24    | 40 a 44 | 28    |
| 24    | 35 a 39 | 32    |
| 16    | 30 a 34 | 24    |
| 28    | 25 a 29 | 16    |
| 20    | 20 a 24 | 20    |
| 28    | 15 a 19 | 36    |
| 12    | 10 a 14 | 24    |
| 28    | 5 a 9   | 36    |
| 24    | 0 a 4   | 16    |

## Economia
El 2007 la població en edat de treballar era de 555 persones, 402 eren actives i 153 eren inactives. De les 402 persones actives 377 estaven ocupades (209 homes i 168 dones) i 25 estaven aturades (7 homes i 18 dones). De les 153 persones inactives 45 estaven jubilades, 39 estaven estudiant i 69 estaven classificades com a «altres inactius».

### Ingressos
El 2009 a Rougemontiers hi havia 338 unitats fiscals que integraven 922 persones, la mediana anual d'ingressos fiscals per persona era de 18.507 €.

### Activitats econòmiques
Dels 27 establiments que hi havia el 2007, 1 era d'una empresa extractiva, 1 d'una empresa alimentària, 2 d'empreses de fabricació d'altres productes industrials, 9 d'empreses de construcció, 6 d'empreses de comerç i reparació d'automòbils, 2 d'empreses de transport, 2 d'empreses d'hostatgeria i restauració, 1 d'una empresa financera, 2 d'empreses de serveis i 1 d'una empresa classificada com a «altres activitats de serveis».
Dels 12 establiments de servei als particulars que hi havia el 2009, 3 eren tallers de reparació d'automòbils i de material agrícola, 2 paletes, 1 fusteria, 3 lampisteries, 1 empresa de construcció i 2 restaurants.
L'únic establiment comercial que hi havia el 2009 era una fleca.
L'any 2000 a Rougemontiers hi havia 26 explotacions agrícoles que ocupaven un total de 824 hectàrees.

## Equipaments sanitaris i escolars
El 2009 hi havia una escola elemental.

## Poblacions més properes
El següent diagrama mostra les poblacions més properes.